# 利曼 (洛佐瓦區)
49°0′8″N 36°36′3″E / 49.00222°N 36.60083°E
利曼（烏克蘭語：Лиман）是位於烏克蘭東部的村莊，由哈爾科夫州洛佐瓦區的洛佐瓦市鎮負責管轄。該村始建於1834年，面積0.11平方公里，海拔高度149米，2001年人口5，人口密度每平方公里45.5人。